# Rhamma oxida
Rhamma oxida is een vlinder uit de familie van de Lycaenidae. De wetenschappelijke naam van de soort werd als Thecla oxida in 1870 gepubliceerd door Hewitson.

## Synoniemen
- Rhamma disjuncta Johnson, 1992